# Gary Powers
Francis Gary Powers, född 17 augusti 1929 i Jenkins, Kentucky, död 1 augusti 1977 i Encino, Kalifornien, var en amerikansk pilot (USAF).
Powers blev världskändis när hans flygplan av typen U-2 på CIA-uppdrag sköts ner av sovjetiskt luftvärn 1 maj 1960 ovanför Sverdlovsk. Under ett för dåtiden rutinmässigt uppdrag, innebärande en flygning tvärs över Sovjetunionen på mycket hög höjd, träffades Powers plan av en luftvärnsrobot och han var tvungen att rädda sig med fallskärm. Hans tillfångatagande och den efterföljande rättegången, där Powers dömdes till 10 års fängelse, gjordes till ett stort propagandanummer av Chrusjtjov. Redan 10 februari 1962 utväxlades Powers mot den livstidsdömde KGB-spionen Rudolf Abel på Glienicker Brücke.
Efter sin återkomst till USA lämnade Powers den militära banan och arbetade först som testpilot och därefter som flygande trafikreporter för radion. Han förolyckades i sitt arbete i Los Angeles-området 1977, då hans helikopter havererade.
Powers gav även ut en bok om sin legendariska flygtur: Operation Overflight: A Memoir of the U-2 Incident.

## Galleri

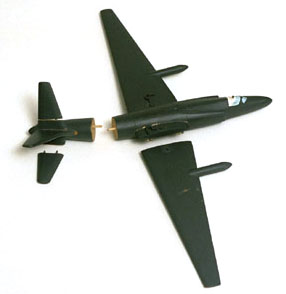
En trämodell av Gary Powers U-2, använd av Powers när han i USA beskrev förloppet vid nedskjutningen över Sovjet.
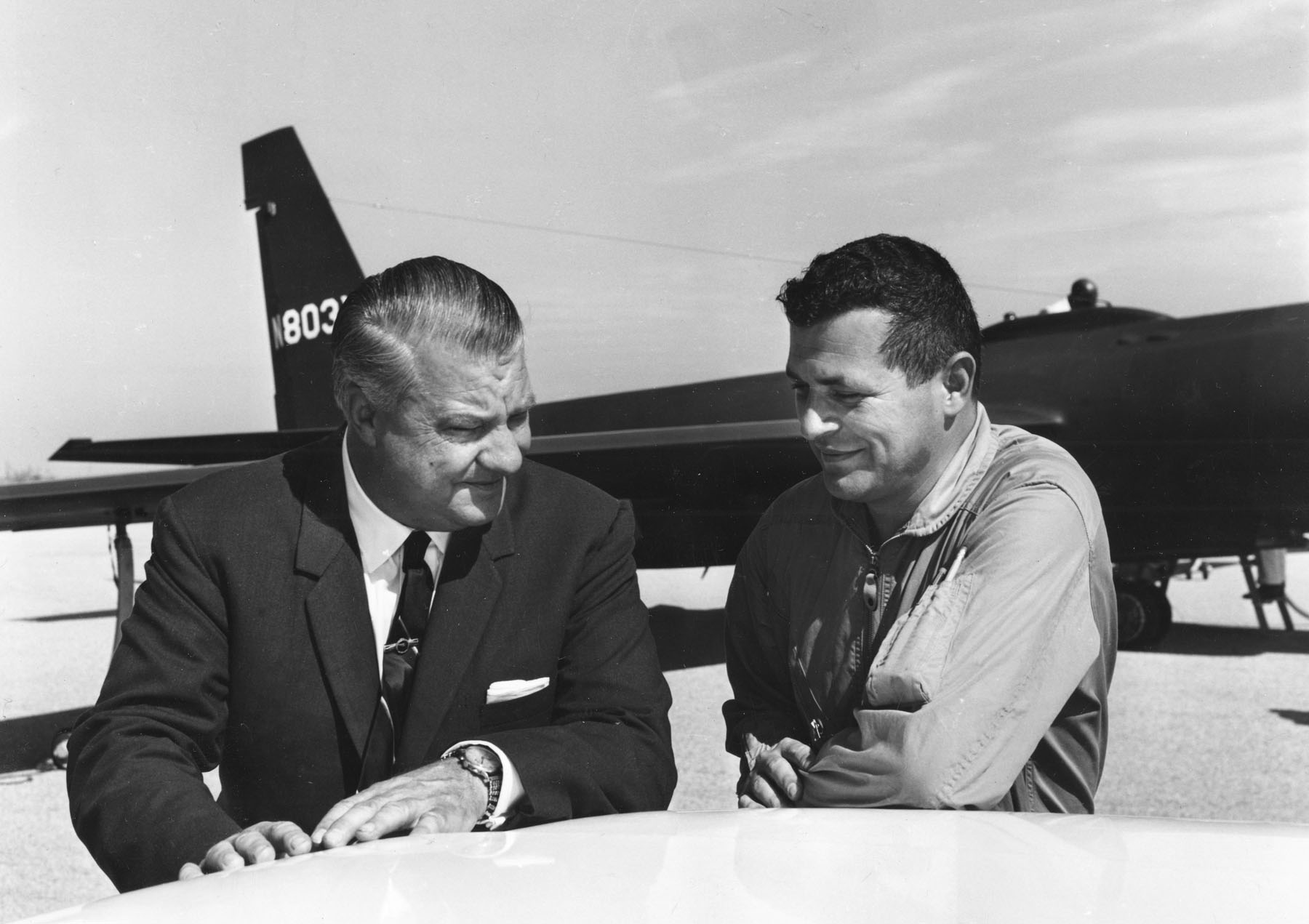
Flygplanskonstrutören Clarence Johnson och Gary Power.
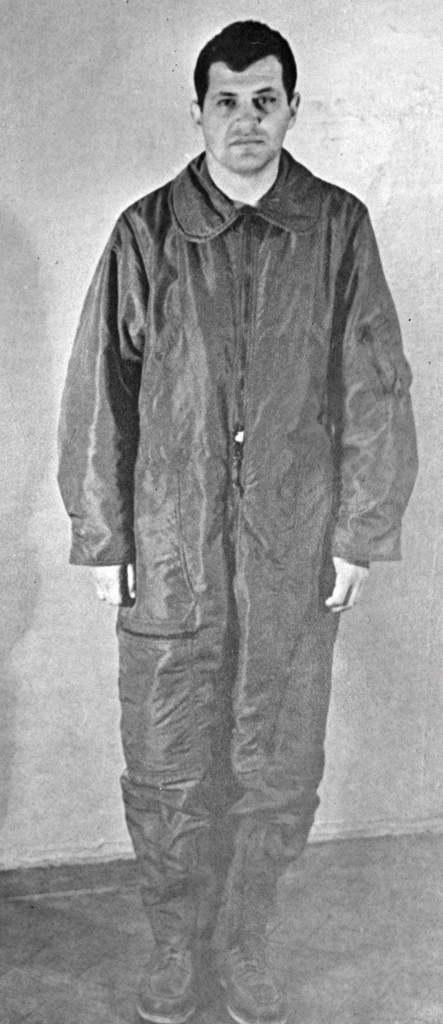
Gary Powers under fångtiden i Sovjet.
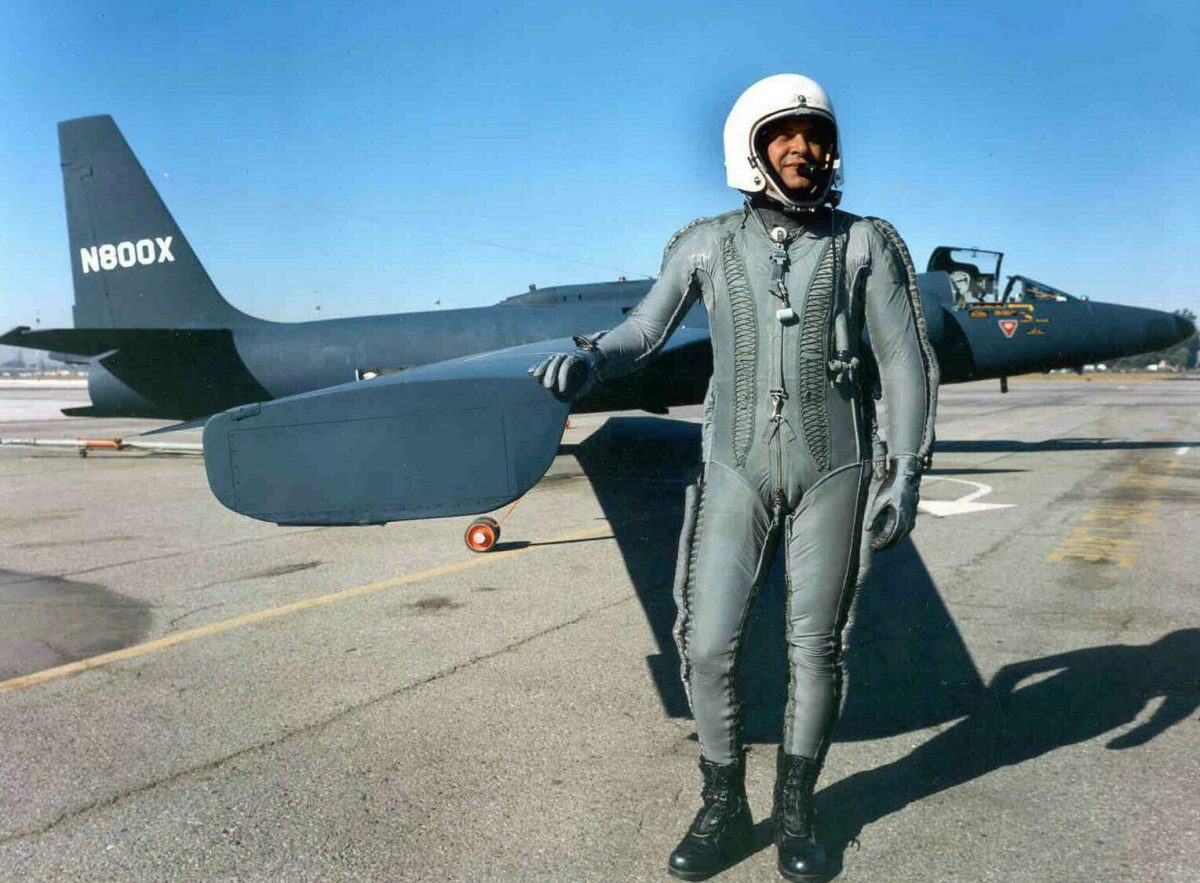
Gary Powers och hans U-2 1960.
Lockheed U-2A.